# Con pólvora y magnolias
Con pólvora y magnolias (cuyo título original en gallego es Con pólvora e magnolias) es un poemario de Xosé Luís Méndez Ferrín publicado en 1976 y cuya elaboración se prolongó durante mucho tiempo antes, llegándose a ser publicados con anterioridad algunos de sus poemas. Con la obra Con pólvora e magnolias  se produce el fin del socialrealismo imperante hasta el momento y da paso a la lírica actual, actuando como el cierre de la lírica de la posguerra. En esta obra encontramos la estética vanguardista y los temas que predominarán posteriormente como el amor relacionado con el tiempo o la muerte.  Fue por tanto muy importante en el siglo XX por el cambio que produjo en la producción futura de poesía.

## Fuente
- Marta Dacosta, Con pólvora e magnolias. X. L. Méndez Ferrín, Sotelo Blanco, Santiago de Compostela, 199
- Alberto Lago,  "Con Pólvora y Magnolias. X. L. Méndez Ferrín", Poesía Hiperíon, Oliva de la Frontera, 224.

- Datos: Q5780736